# Elektroradiologia
Elektroradiologia, obrazowanie medyczne – dyscyplina należąca do nauk o zdrowiu, uprawiana przez elektroradiologów, obejmująca wykorzystywanie przez nich technik defektoskopii i informatyki medycznej do tworzenia za pomocą różnego rodzaju oddziaływań fizycznych obrazów zmian fizjologicznych oraz patologicznych zachodzących w ciele ludzkim, przy zapewnieniu jak najpełniejszej ochrony radiologicznej w oparciu o zasady fizyki medycznej. Obrazy te są następnie interpretowane do celów diagnostyki medycznej przez lekarzy, głównie specjalistów radiologii i diagnostyki obrazowej albo medycyny nuklearnej.

## Zjawiska wykorzystywane w elektroradiologii
- promieniowanie rentgenowskie – rentgenografia (RTG) i tomografia komputerowa (TK)
- promieniowanie izotopów promieniotwórczych – pozytonowa tomografia emisyjna (PET) oraz scyntygrafia
- własności pola magnetycznego – spektroskopia magnetycznego rezonansu jądrowego (MRJ)
- własności ultradźwięków – ultrasonografia (USG)
- promieniowanie cieplne – termografia

## Etapy obrazowania
Sam proces obrazowania składa się z poszczególnych faz, które przeprowadzane są jedna po drugiej. Wyróżnia się następujące etapy obrazowania:
1. Akwizycja obrazu – uzyskiwanie informacji w wyniku działania procesów fizycznych np. promieniowania.
2. Przechowywanie obrazu – na kliszy lub w pamięci komputera.
3. Transmisja obrazu – np. z oddziału radiologii do klinik.
4. Przetwarzanie (przekształcanie) obrazu – komputerowe np. usunięcie artefaktów, kompresja zniekształceń.
5. Analiza obrazu – np. automatyczne odnajdywanie komórek nowotworowych na obrazie.

## Metody obrazowania rentgenowskiego
Najważniejszą, z punktu widzenia medycyny, cechą promieniowania rentgenowskiego jest jego przenikliwość. Promienie przechodzą przez wszystkie materiały bez wyjątku, jednak w czasie przejścia osłabiają swoje natężenie. Osłabienie to jest ściśle zależne od rodzaju materiału poddanego promieniowaniu. 

### Klasyczne zdjęcia rentgenowskie

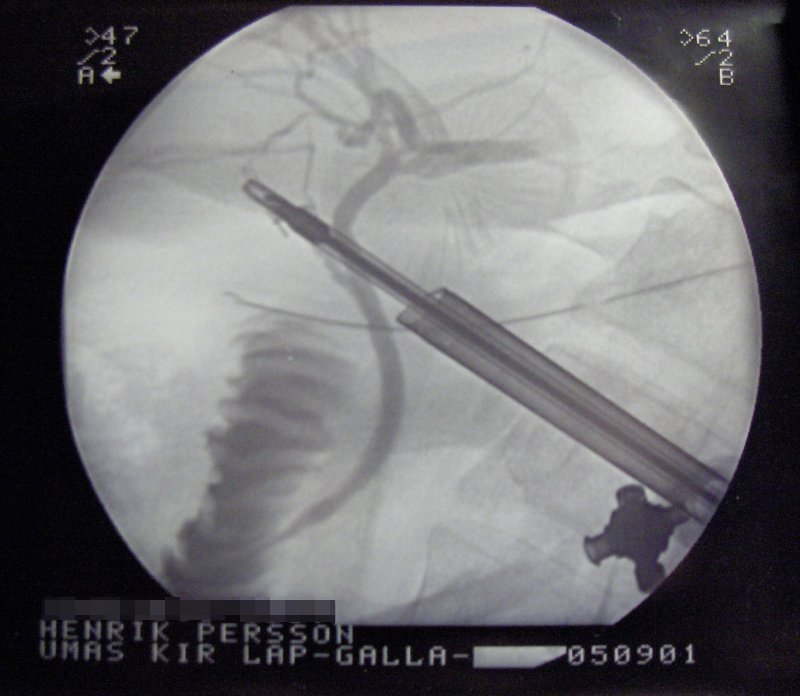
Śródoperacyjny cholangiogram uwidaczniający drogi żółciowe w trakcie laparoskopowej cholecystektomii

Obrazy otrzymuje się poprzez wykorzystanie wiązki promieniowania X przepuszczoną przez organizm badanego i rzutowaną na błonę filmową, która jest wrażliwa na promienie rentgenowskie. Tak otrzymane obrazy charakteryzują się cieniami, które pojawiają się z powodu pochłaniania części promieniowania przez tkanki. Konwencjonalna diagnostyka rentgenowska pozwala na badanie m.in. złamanych kości czy chorób płuc. Jest to najstarsza metoda obrazowania posiadająca pewne wady. Nadmierne oświetlanie promieniami X może być szkodliwe dla organizmu, a wizualizacje otrzymane z użyciem tego sposobu mogą być niewystarczająco dokładne do wystawienia poprawnej diagnozy. Dlatego obecnie zaczyna stosować się bardziej zaawansowane odmiany tej metody.

### Mammografia

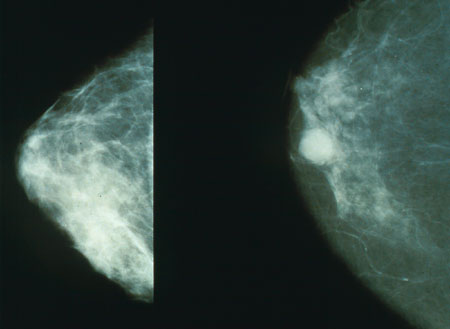
Obraz mammograficzny: normalny (po lewej) i z nowotworem (po prawej)

Metoda diagnozowania nowotworów piersi u kobiet wykorzystująca promienie rentgenowskie, które są różnie pochłaniane przez poszczególne tkanki organizmu. Zmiany nowotworowe na zdjęcia widziane są jako białe plamy – spowodowane jest to tworzeniem mikrozwapnień w miejscach rozwoju nowotworu.
Badanie to jak każde inne nie jest doskonałe. Cały czas trwają badania nad rozwojem innych technik obrazowania piersi (min. palpacyjne badanie piersi MRI), mających wyeliminować niedoskonałości stosowania mammografii. Główne powody, przez które inne badania nie zyskują popularności:
- mniejszej czułości,
- większa szkodliwość,
- znacząco większe koszty.

### Tomografia komputerowa

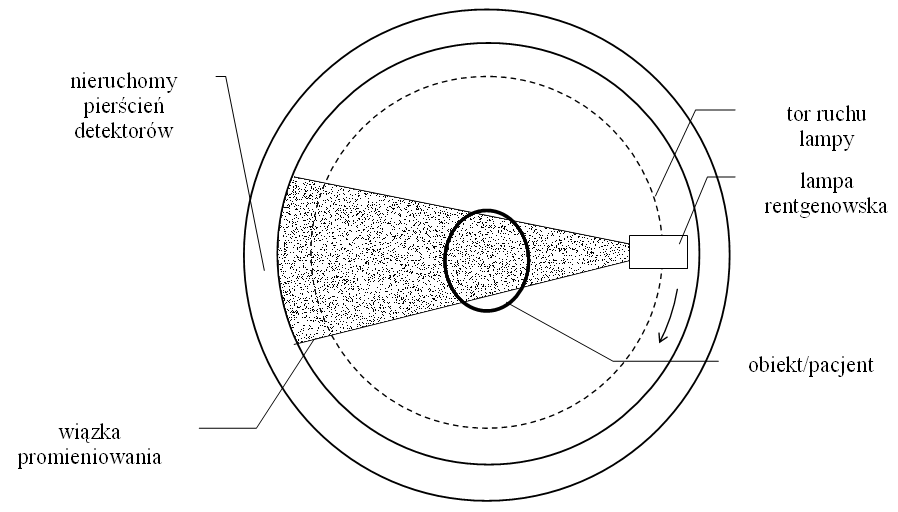
Schemat działania tomografów IV generacji.

Tomografia jest techniką umożliwiającą wykonywanie zdjęć warstwowych. Dzieli się ona na tomografię transmisyjną (dzieli się na m.in. badania dynamiczne i spiralne) oraz tomografię magnetycznego rezonansu jądrowego. Pierwszy rodzaj wykorzystuje promieniowanie X, drugi natomiast wykorzystuje oddziaływanie fal radiowych na protony umieszczone w silnym polu magnetycznym. Tomografia komputerowa jako pierwsze umożliwiała analizę danej warstwy organizmu. Uzyskanie obrazu danego przekroju wiąże się z wykonaniem serii naświetleń z różnych kierunków. Wiąże się to z poruszaniem się lamp naświetlających oraz detektorów wokół pacjenta. W pierwszych CT były to ruchy translacyjne i rotacyjne, stwarzały one pewne problemy. Aparatura rentgenowska była duża przez co przesuwanie jej trwało stosunkowo długo w celu zapewnienia dobrej jakości obrazu. Obecna (czwarta) generacja tomografów rozwiązała ten problem poprzez miniaturyzację lamp generujących promieniowanie X oraz inną budowę CT. W niej detektory są trwale umieszczone wokół pacjenta, a ruch obrotowy wykonuje jedynie aparatura RTG.

## Tomografia rezonansu magnetycznego

Seria zdjęć z rezonansu magnetycznego mózgu (płaszczyzna poprzeczna, strzałkowa i czołowa)

W przeciwieństwie do tomografii komputerowej, tomografia rezonansu magnetycznego nie wykorzystuje promieniowania rentgenowskiego, które potencjalnie może być szkodliwe. Również zastosowany środek cieniujący nie zawiera jodu, co zmniejsza ryzyko wystąpienia reakcji alergicznej u pacjenta po podaniu.

## Metody obrazowania w medycynie nuklearnej

"Maksimum emisji" (MIP) dla rozpadu związku ^{18}F-FDG

Medycyna nuklearna to jeden z działów medycyny zajmujący się wykorzystaniem radioizotopów w diagnostyce medycznej. W czasie badań stosuje się bardzo małe ilości substancji znakowanej radioizotopem. Dawka podawana musi być na tyle mała, aby uniknąć wszelkich niepożądanych efektów np. uczuleń. Substancja podawana jest pacjentowi doustnie. Gamma kamera bada rozkład znacznika. W związku, z tym, że urządzenie to nie emituje dodatkowego promieniowania, dawka jaką otrzymuje pacjent w czasie badania jest zazwyczaj znacznie mniejsza niż w czasie typowego badania radiologicznego.
Obecnie medycyna nuklearna sprawdza się przede wszystkim w diagnostyce chorób u dzieci, w onkologii, kardiologii, neurologii, psychiatrii, ortopedii.

### Tomografia emisyjna pojedynczego fotonu
Tomografia emisyjna pojedynczego fotonu jest rozwinięciem scyntygrafii, w którym analizie poddaje się wiązkę promieniowania gamma emitowana przez radioizotop. Podobnie jak w klasycznej radiografii obraz pacjenta uzyskuje się za pomocą tzw. gamma-kamery i jest on rzutem trójwymiarowego organizmu na płaszczyznę. Metoda SPECT (ang. single photon emission tomography) jest metodą diagnostyki wykorzystującą do rekonstruowania wyglądu ciała dwie lub trzy-gamma kamery, które dokonują obrotu wokół pacjenta. Z tą techniką wiąże się PET (ang. positron emission tomography), który korzysta z promieniowania beta+ zamiast wiązki fotonów.

### Pozytonowa tomografia komputerowa (PET)
Pacjent otrzymuje dawkę izotopu promieniotwórczego o krótkim czasie połowicznego rozpadu. Badanie polega na rejestracji promieniowania wytwarzanego podczas anihilacji pozytonów powstałych wskutek rozpadu β+. W odróżnieniu zatem od tomografii komputerowej wykorzystuje się promieniowanie, którego źródło znajduje się bezpośrednio w badanym organizmie.
Badanie to jest nieinwazyjne, a dawka, która otrzymuje osoba badana, jest akceptowalna dla technik diagnostycznych – od czasu jej stosowania nie stwierdzono żadnych efektów ubocznych będących jej następstwem.

### PET + MRI
Pozytonowa emisyjna tomografia komputerowa jako badanie nie może istnieć samodzielnie. W czasie badania rozpadu musi być wykonywane równocześnie drugie badanie, które pozwala na połączenie wyniku badań PET i mapy ciała pacjenta. Jedynym badaniem łączonym z PET do niedawna była tomografia komputerowa. Niestety technika ta nie nadaje się do obrazowania niektórych organów np. mózgu. Rozwiązaniem tego problemu jest połączenie badania PET z MRI – metoda ta pozwala na rozróżnienie tkanek na podstawie reakcji na promieniowanie.

## Inne techniki

### Jednoczesne obrazowanie w wielu modalnościach
Metoda ta wykorzystuje kilka metod obrazowania w celu zwiększenia dokładności odczytów.

### Obrazowanie funkcjonalne
Technika ta ma na celu zbadanie funkcjonowania organizmu zamiast jego stanu statycznego (budowy anatomicznej).

### Mikroskopia
Mikroskopia wykorzystuje do diagnostyki organizmu różnego rodzaju mikroskopy: konwencjonalne (optyczne), elektronowe, fazowo-kontrastowe czy konfokalne.

### Obrazowanie fotoakustyczne
Technika ta używa pulsujące z odpowiednią częstotliwością wiązki lasera oraz specjalnych sensorów wychwytujących fale dźwiękowe powstałe w wyniku oddziaływania promieni lasera na organizm.

## Podstawowe parametry obrazów
Główne parametry składające się na jakość obrazów medycznych: 
- kontrast,
- ostrość,
- rozdzielczość,
- zaszumienie,
- poziom artefaktów,
- zniekształcenia przestrzenne.

### Rozdzielczość
Jest to zdolność układu do zobrazowania dwóch źródeł światła będących w określonej odległości od siebie. Im jest większa tym lepsza dokładność wizualizacji otrzymanej za pomocą aparatury diagnostycznej.

### Częstości przestrzenne
Wielkość mierząca liczbę cykli zjawiska okresowego na jednostce długości. Można za jej pomocą definiować jasność obiektu.

### Kontrast
Różnica w natężeniu danej cechy obiektu, a natężeniem tej cechy w innych obiektach.

## Promieniowanie
Wybrane średnie efektywne dawki promieniowania [mSv] otrzymywane przez pacjentów w trakcie badań diagnostycznych:
| Rodzaj badania                         | Dawka efektywna [mSv] |
| -------------------------------------- | --------------------- |
| Zdjęcie panoramiczne zębów             | około 1               |
| Mammografia                            | 0,1–1                 |
| Badania PET                            | 1–25                  |
| Tomografia komputerowa                 | 1–20                  |
| Scyntygrafia znakowana immunoglobuliną | około 3               |

Dla porównania natężenie promieniowania kosmicznego docierającego do ziemi (różne w zależności od wysokości) wynosi około 45 mSv/rok na wysokości 1500 m n.p.m, a na wysokości morza około 3 mSv/rok. Natężenie zatem maleje wraz ze spadkiem wysokości, a docierając do poziomu gruntu jest praktycznie nieszkodliwe.
Znacznie większe dawki promieniowania otrzymują pacjenci poddawani procedurom zajmującym dłuższy czas, takim jak np. implantacja stentów, stentgraftów, a także embolizacja tętniaków naczyń mózgowych. 

### Optymalizacja
Dawka śmiertelna przyjętego promieniowania zasadniczo zależy od stopnia skomplikowania budowy organizmu – im mniej skomplikowany tym dawka może być większa.
| Organizm  | Dawka [Gy] LD50 |
| --------- | --------------- |
| Wirusy    | 1000            |
| Ameba     | 1000            |
| Osa       | 1000            |
| Wąż       | 800             |
| Ślimak    | 200             |
| Nietoperz | 150             |
| Szczur    | 8               |
| Człowiek  | 5               |

Ryzyko niebezpieczeństwa ze strony promieniowania dla człowieka pojawia się w przypadku znaczącego przekroczenia maksymalnych dawek.  Głównie zwiększa się zachorowalność na białaczkę oraz inne choroby nowotworowe, a także problemy z narządem wzroku (zaćma) oraz zmiany skórne (nawet prowadzące do martwicy).
W przypadku konieczności wykonania większej liczby zdjęć istnieją różne metody ograniczania ekspozycji. Polegają one głównie na ograniczaniu powierzchni narażonego obszaru, obrazowaniu tylko najistotniejszych struktur, osłanianiu istotnych narządów znajdujących się w sąsiedztwie badanego obszaru, np. osłanianie narządów rodnych w czasie RTG kręgosłupa.
Optymalizacja ochrony przed promieniowaniem nie polega na ograniczaniu otrzymywanej dawki do minimum wszelkim kosztem. Zgodnie z zasadą ALARA (ang. As Low As Reasonably Achievable) polega na takiej organizacji, aby otrzymywane dawki były na tyle małe, jak jest to osiągalne w rozsądny sposób.
Główne metody ograniczania dawki:
- stosowanie najnowszych urządzeń które rozwijane są cały czas,
- dbanie o odpowiedni stan techniczny urządzeń diagnozujących,
- wykwalifikowana obsługa dbająca o odpowiedni dobór parametrów urządzeń,
- ograniczanie geometrycznego powiększania obrazu,
- używanie kolimatora,
- osłona niepotrzebnie narażonych narządów pacjenta,
- osłona personelu,
- doświadczony, wypoczęty personel obsługujący urządzenia.

Zgodnie z nieobowiązującym już Rozporządzeniem Rady Ministrów z dnia 18 stycznia 2005 r. w sprawie dawek granicznych promieniowania jonizującego ustanowiono następujące wartości limitu:
|                                    | Ekspozycja zawodowa | Ekspozycja populacji nienarażonej zawodowo |
| ---------------------------------- | ------------------- | ------------------------------------------ |
| Dawka skuteczna                    | 20 [mSv]/rok [*]    | 1 [mSv]/rok                                |
| Dawka równoważna dla soczewek oczu | 150 [mSv]/rok       | 15 [mSv]/rok                               |
| Dawka równoważna dla skóry dłoni   | 500 [mSv]/rok       | 50 [mSv]/rok                               |
| Dawka równoważna dla skóry stóp    | 500 [mSv]/rok       | –                                          |

[*] 100 [mSv] na 5 lat

### Systemy detekcji promieniowania i detekcji obrazu
Współcześnie można wyróżnić dwa systemy obrazowania: analogowy oraz cyfrowy. Konwencjonalny obraz na błonie halogenosrebrowej jest zbudowany z dużej liczby mikroskopijnych punktów. Ich ilość ulega zmniejszeniu w sposób ciągły zależnie od stopnia osłabienia promieniowania X po przejściu przez organizm, co wpływa na różnice w zaczernieniu poszczególnych obszarów błony. W diagnostyce obrazowej istnieje wiele rozwiązań mających na celu zapisanie obrazu w formie cyfrowej, jednak najpopularniejszymi z nich są skanery przenoszące dane z błony rentgenowskiej do pamięci komputera oraz cyfrowe płyty pamięciowe zawierające związki selenu i fosforu. Obraz zapisany na nich może zostać odczytany za pomocą specjalnego urządzenia laserowego.

## Informatyka medyczna
Szybki rozwój nauk informatycznych przyczynił się do stworzenia nowych dziedzin diagnostyki. Bardziej zaawansowane metody obrazowania wymagały dużej mocy obliczeniowej oraz nośnika, który zarchiwizuje otrzymane dzięki nim dane. Tym wymogom sprostała generacja współczesnych komputerów. Zapewniły diagnostyce dokładniejszą analizę badanego organizmu, którego obraz dzięki nim był przechowywany w o wiele lepszej jakościowo formie. Jest to dział informatyki bardzo silnie rozwijający się w ostatnich latach. Daje on lekarzowi narzędzia dzięki, którym otrzymuje on kompleksową wiedzę o pacjencie poprzez zastosowanie metod umożliwiających przeszukiwanie, przesyłanie, a także gromadzenie informacji o chorym. 

### Rentgenodiagnostyka cyfrowa
Cyfrowe obrazowanie rentgenowskie jest odmianą konwencjonalnej diagnostyki rentgenowskiej, w której błonę filmową zastąpiono detektorami promieniowania X. Zaletami tego sposobu obrazowania jest większa czułość, łatwiejsza archiwizacja danych oraz możliwość edytowania otrzymanych za jej pomocą obrazów. Cyfrowe obrazowanie rentgenowskie dzieli się na dwa podtypy. Pierwszy to radiografia półcyfrowa (ang. computer radiography, CR), w niej korzysta się z kaset filmowych, w których taśma światłoczuła jest pokryta warstwą fosforu. Po zakończeniu badania można usunąć obraz za pomocą lasera. Dzięki temu kaseta może być wykorzystana wielokrotnie. Drugą odmianą jest radiologia cyfrowa (ang. digital radiography, DR). Pozwala ona na cyfrowy zapis obrazu bez wykonywania kroków pośrednich. Jest to możliwe dzięki specjalnym detektorom. Występują one w wielu odmianach, ale najpopularniejsza wersja wykorzystuje amorficzny krzem do obrazowania.
Jeszcze nie tak dawno temu nawet obrazy cyfrowe były przenoszone na błony filmowe. Istotnym przełomem było wprowadzenie radiografii cyfrowej (DR, ang. digital radiology), tj. zastosowania w pełni cyfrowej linii diagnostycznej (obejmującej akwizycję obrazu, jego przetwarzanie i archiwizację, ang. PACS). Teraz jednak powszechnie stosuje się archiwizację cyfrową, która zakłada digitalizację lub skanowanie obrazów otrzymanych analogowo. W tym celu wykorzystuje się PACS (Picture Archiving and Communication System).

### DICOM
Norma DICOM (Digital Imaging and Communication in Medicine) jest standardem wymiany informacji w diagnostyce medycznej. Oprogramowanie pracujące w tym standardzie umożliwia pełne obrazowanie
wszystkich typów badań z zakresu klasycznej diagnostyki: RTG, USG, CT, MRI.
Standard DICOM został opracowany przez American College of Radiology (ACR) oraz National Electrical Manufacturers Association (NEMA) przy współpracy z wieloma organizacjami międzynarodowymi i firmami komercyjnymi. 
Norma DICOM jest powszechnie stosowana w systemach obrazowania w zastosowaniu medycznym.
Podstawowe cele standardu DICOM:
1. Promocja wymiany obrazów medycznych i informacji powiązanych niezależnie od producenta.
2. Umożliwienie rozwoju systemów archiwizacji i wymiany danych przez sieć oraz możliwość współpracy z innymi systemami szpitalnymi.
3. Umożliwienie stworzenia diagnostycznych baz danych, które mogą podlegać wymianie w celu podniesienia poziomu efektywności diagnostycznej.

### Komputerowe wspomaganie diagnostyki obrazowej
Komputerowo wspomagana diagnostyka medyczna CAD (ang. computer aided diagnosis) to zestaw specjalistycznych technik służących do badania oraz interpretacji wskazanych cech obrazowych, by na ich podstawie dokonać diagnozy różnicującej. Dzięki nim lekarz zostaje odciążony przez co może skupić się na interpretowaniu przetworzonych danych. Służą do tego podstawowe operacje na obrazie jakie zapewnia mu system CAD. W ich skład wchodzą różne metody przetwarzania obrazów, które mają na celu:
- poprawę jakości obrazu poprzez modyfikację kontrastu, redukcję szumów i artefaktów
- poprawę percepcji dzięki uwzględnieniu poprzez uwzględnienie właściwości ludzkiego systemu widzenia
- uwydatnienie cech obrazu kluczowych w dalszej analizie
- służenie innym, bardziej szczegółowym celom.

Wśród operacji dokonywanych na obrazie lub jego fragmencie najważniejszymi są:
- przetwarzanie punktowe – regulacja jasności i kontrastu, korekcja gamma, korekcja histogramu obrazów, steganografia
- filtracja uśredniająca – wykrycie i podkreślenie krawędzi transformacji obrazu
- kompresja – określenie efektywnego sposobu przechowywania wizualizacji
- przekształcenia geometryczne
- interpolacja i aproksymacja.

Przykład mammografii i radiografii płuc wykazuje, że wzrost znaczenia systemów CAD przyczynił się do poprawy wykrywalności zmian patologicznych. Jedną z metod poprawy skuteczności komputerowego wspomagania diagnostyki jest standaryzacja mammogramów. W tym celu opracowano SMF (ang. standard mammogram form), które dzięki modelowaniu procesu akwizycji i wydzieleniu tkanki gruczołowej pozwala uzyskać mammogram niezależny od parametrów procesu akwizycji. Przez to można dokonać standaryzacji procesów detekcji i zapewnić im wysoką wydajność  w różnych badaniach.

## Zarys historii elektroradiologii

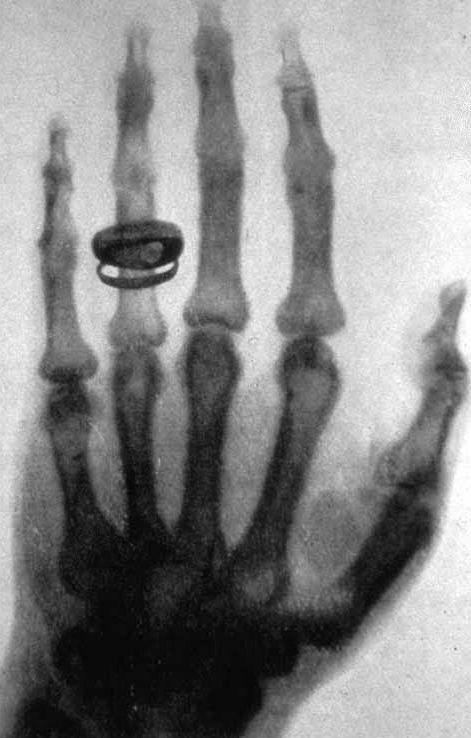
Zdjęcie rentgenowskie dłoni Alberta von Köllikera wykonane przez Röntgena na posiedzeniu Physical Medical Society w Würzburgu 23 stycznia 1896

Diagnostyka obrazowa jest ściśle związana z radiologią, dlatego też w ich dziejach występuje bardzo wiele elementów wspólnych.
- 8 listopada 1895 –  odkrycie promieniowania X przez Wilhelma Konrada Roentgena
- 16 stycznia 1896 – rozpoznanie złamania kości przedramienia na podstawie zdjęć roentgenowskich
- 1897 – zdjęcie narządów klatki piersiowej
- 1900–1920 – intensywna praca mająca na celu udoskonalenie aparatury badawczej oraz poprawę jakości otrzymywanych obrazów
- 1920–1930 – zarysowuje się ostateczny wygląd technik rentgenowskich
- 1930–1940 – stworzenie nowych technik wchodzących w skład diagnostyki obrazowej (rentgenokinematografia, angiokardiografia)
- 1940–1950 – dalszy rozwój tej dziedziny nauk medycznych, który spowodował stworzenie podstaw spektroskopii, splenoportografii czy wprowadzenie scynografów
- 1956 – kliniczne zastosowanie termografii
- 1957–1958 – ultradźwięki w ginekologii i położnictwie
- 1959 – zastosowanie rentegenotelewizji
- 1961 – wykorzystanie technetu 99Tc w medycynie nuklearnej
- 1972 – tomografia komputerowa
- 1973 – pozytonowa tomograficzna gammakamera
- 1974 – tomografia komputerowa ludzkiego ciała
- 1977 – wykonano pierwsze obrazy ludzkiego ciała  z wykorzystaniem MR w dobrej jakości

## Rynek elektroradiologii

### Rynek polski
Według raportu PMR „Rynek diagnostyki obrazowej w Polsce 2012. Prognozy rozwoju na lata 2012-2014” rynek diagnostyki obrazowej w 2012r. szacunkowo osiągnął wartość 882 mln zł, a w latach 2012-2014 ten segment sprzedaży wzrośnie średniorocznie o 14%. Stymulatorem tak szybkiego rozwoju są fundusze unijne oraz zmiana polityki zdrowotnej państwa. Zgodnie z prognozami w 2013r. rynek diagnostyki obrazowej przekroczy 1mld zł.

### Rynki zagraniczne
Do 2010 roku przeprowadzono na cały świecie ok. 5 mld badań obrazowania diagnostycznym. Przeszło 50% całkowitej ekspozycji na promieniowanie jonizujące w Stanach Zjednoczonych to promieniowanie z obrazowania medycznego.